# Cabrales (ser)

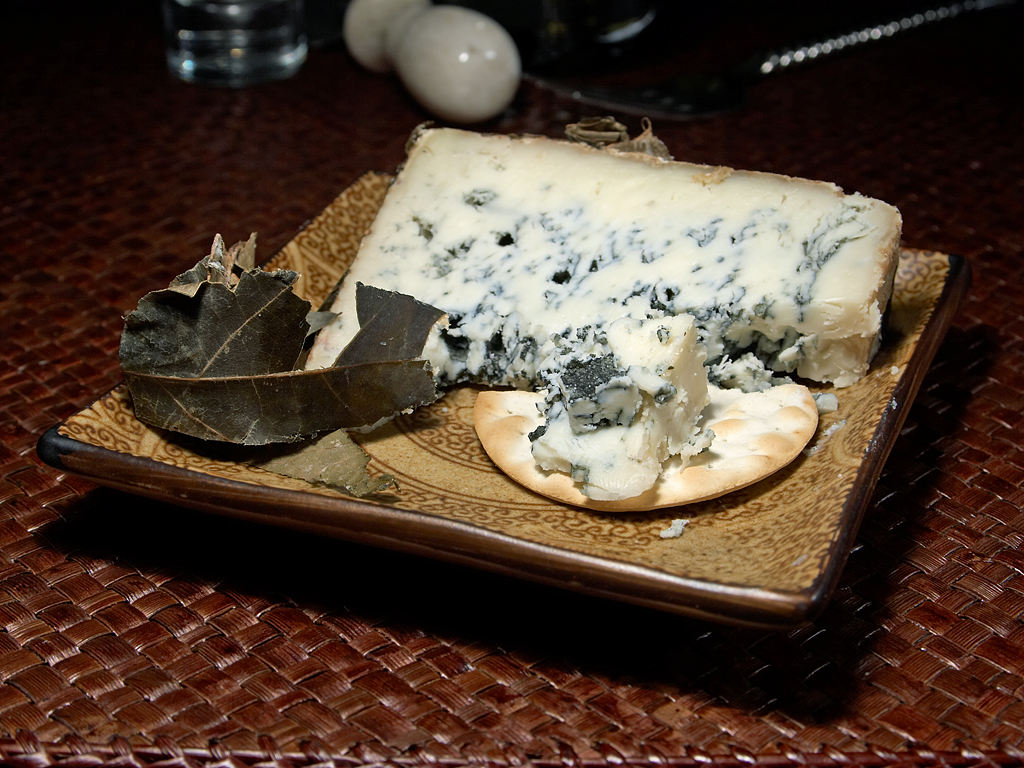
Ser Cabrales

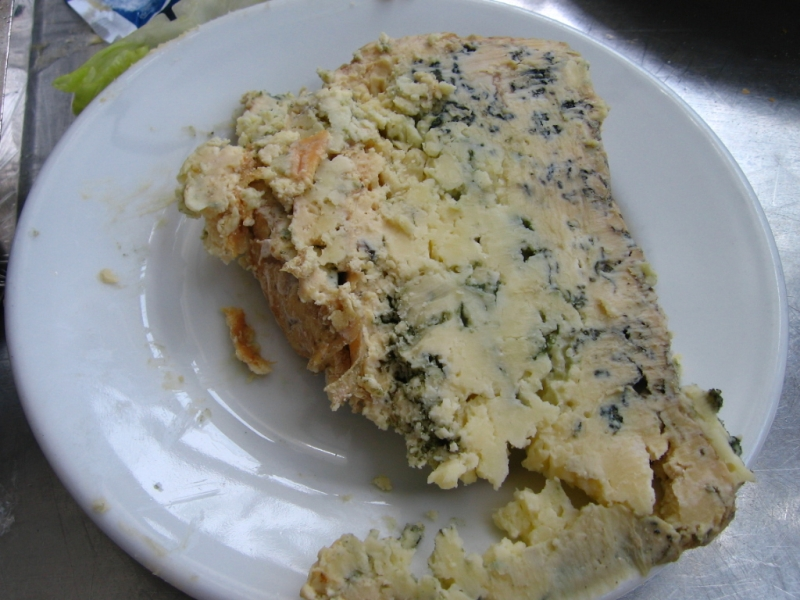
Porcja sera Cabrales

Cabrales (Ser) – Ser z przerostem niebieskiej pleśni, wytwarzany z mleka krowiego, owczego, koziego lub mieszanego w Asturii w Hiszpanii o chronionej nazwie pochodzenia.

## Produkcja
Cabrales produkowany jest z wykorzystaniem naturalnej podpuszczki w temperaturze 22-26 °C, następnie solony i pozostawiony do dojrzewania w naturalnych grotach na okres 2 do 5 miesięcy w temperaturze 8-12 °C. W tym czasie w serze rozwija się szlachetna, niebieska pleśń.
Ser produkowany jest wyłącznie w regionach Cabrales i Peñamellera Alta w regionie Asturii.

## Historia
Pierwsze wzmianki o produkcji sera Cabrales sięgają XVII wieku. Na rolniczej wystawie w Madrycie w 1857 roku został oficjalnie uznany za produkt charakterystyczny dla swojego regionu.

## Zastosowanie w gastronomii
Ser Cabrales powinien być przechowywany w papierze, w lodówce w strefie o najwyższej temperaturze. Może być spożywany na dowolnym etapie dojrzewania. Zbyt wyschnięty ser można zmiękczyć poprzez zanurzenie w wysokiej jakości wytrawnym cydrze. Jest stosowany w wielu przepisach zarówno solo, jak i jako składnik ciepłych i zimnych sosów. Stanowi tapas zaostrzający apetyt w połączeniu z cydrem lub czerwonym winem, a także deser w zestawieniu ze słodkimi sherry.